# Алі Мамлюк
Алі Мамлюк (араб. علي مملوك، , нар. 1946) — діяч сирійських спецслужб, директор Головного управління безпеки у 2005—2010 і з 21 липня 2012.
Протягом тривалого часу входить у найближче оточення президента Сирії Башара Асада, з 2010 був спеціальним радником президента з питань безпеки. Входить в число сирійських посадових осіб, щодо яких введено санкції Європейського Союзу за дії щодо противників режиму Асада в ході громадянської війни в Сирії.
Після теракту 18 липня 2012, котрий забрав життя ряду керівників силових структур, Башар Асад знову призначив Мамлюка директором Головного управління безпеки з величезними повноваженнями.